# حي الجناح (عنيزة)
حي الجناح، حي سكني حضري في محيط ما يعرف الآن بمدينة عنيزة، منطقة القصيم.
من هذا الحي بدأت عمارة عنيزة في القسم الشمالي، وهو أقدم أحياء المحافظة عمارة، فقد أرجعه باحثون ومؤرخون إلى عام 494هـ (1100م)، فيما أرجعه المؤرخ إبراهيم بن ضويان إلى مطلع القرن السابع الهجري وبالتحديد عام 630هـ (1232م).
ووفق الدكتور محمد السلمان أستاذ التاريخ في جامعة القصيم، كان أول من سكن عنيزة بطن من بني خالد يسمون الجناح، ومنهم استمد الحي اسمه، ويرجع بعض المؤرخين تأسيس الجناح إلى أول العصر العباسي وذلك بحفر بئر فيها لسقي الحجاج بالماء ولا تزال تزرع حتى الآن. ويقع حي الجناح بالنسبة لعنيزة الحديثة إلى الشمال الغربي منها. و(جامع الجناح) هو أقدم جامع في عنيزة.